# Comuna Dridu, Ialomița
Dridu (în trecut, Dridu-Sărindarele) este o comună în județul Ialomița, Muntenia, România, formată din satele Dridu (reședința) și Dridu-Snagov.

## Așezare
Comuna se află în partea de nord-vest a județului, pe malurile râului Ialomița, aproape de confluența acestuia cu râul Prahova, în zona barajului Dridu, unde Ialomița formează un lac de acumulare. Este străbătută de șoseaua județeană DJ101, care o leagă spre nord-vest de Jilavele (unde se termină în DN1D) și înspre est de Fierbinți-Târg, apoi în județul Ilfov de Grădiștea, Moara Vlăsiei, Balotești (unde se intersectează cu DN1), Corbeanca și Buftea (unde se termină în DN1A).
Prin comună trece și calea ferată București-Urziceni, pe care este deservită de stația Dridu.

## Demografie
Componența etnică a comunei Dridu
     Români (94,46%)
     Alte etnii (0,62%)
     Necunoscută (4,92%)
Componența confesională a comunei Dridu
     Ortodocși (93,93%)
     Alte religii (0,75%)
     Necunoscută (5,32%)
Conform recensământului efectuat în 2021, populația comunei Dridu se ridică la 3.213 locuitori, în scădere față de recensământul anterior din 2011, când fuseseră înregistrați 3.551 de locuitori. Majoritatea locuitorilor sunt români (94,46%), iar pentru 4,92% nu se cunoaște apartenența etnică. Din punct de vedere confesional, majoritatea locuitorilor sunt ortodocși (93,93%), iar pentru 5,32% nu se cunoaște apartenența confesională.

## Politică și administrație
Comuna Dridu este administrată de un primar și un consiliu local compus din 11 consilieri. Primarul, Lucian Dumitru[*], de la Partidul Social Democrat, este în funcție din octombrie 2020. Începând cu alegerile locale din 2024, consiliul local are următoarea componență pe partide politice:
|  | Partid                          | Consilieri | Componența Consiliului | Componența Consiliului | Componența Consiliului | Componența Consiliului | Componența Consiliului | Componența Consiliului | Componența Consiliului | Componența Consiliului | Componența Consiliului |
|  | ------------------------------- | ---------- | ---------------------- | ---------------------- | ---------------------- | ---------------------- | ---------------------- | ---------------------- | ---------------------- | ---------------------- | ---------------------- |
|  | Partidul Social Democrat        | 9          |                        |                        |                        |                        |                        |                        |                        |                        |                        |
|  | Alianța pentru Unirea Românilor | 1          |                        |                        |                        |                        |                        |                        |                        |                        |                        |
|  | Partidul Național Liberal       | 1          |                        |                        |                        |                        |                        |                        |                        |                        |                        |

## Istorie
Întâia atestare documentară a Dridului datează din 28 octombrie 1464, când voievodul Radu cel Frumos dăruia mănăstirii Snagovului patru mori la Dridih, făcute mai devreme de Vlad Dracul, părintele lui Vlad Țepeș.
Sub influența comunității monahale de la Snagov și apoi și a celor de la Dealu și Sărindar, avea să se desfășoare trecutul însemnatei așezări de la Dridu.
La sfârșitul secolului al XIX-lea, comuna purta numele de Dridu-Sărindarele, făcea parte din plasa Mostiștea a județului Ilfov și era formată din satele Dridu-Movila, Dridu-Snagov, Movilița, Sărindaru de Sus și Sărindaru de Jos, cu o populație de 2677 de locuitori, ce locuiau în 625 de case. În comună funcționau o școală, o moară cu aburi, o mașină de treierat și trei biserici (la Dridu-Movila, Dridu-Snagov și Sărindaru de Jos). În 1925, comuna este consemnată de Anuarul Socec în plasa Fierbinți a aceluiași județ, având în compunere aceleași sate (cu excepția satului Movilița, care s-a separat și a format o altă comună). Comuna Dridu-Sărindarele avea atunci 4318 locuitori.
În 1950, comuna a trecut în administrația raionului Urziceni din regiunea Ialomița apoi (din 1952), din regiunea Ploiești și din 1960 din regiunea București. În 1968, comuna a revenit la județul Ilfov, reînființat; tot atunci, satele Dridu-Movila, Sărindaru de Jos și Sărindaru de Sus au fost comasate și au format satul Dridu, comuna căpătând forma și denumirea actuale. În 1981, în urma unei reorganizări administrative regionale, comuna Dridu a trecut la județul Ialomița.

## Monumente istorice
În comuna Dridu se află biserica de lemn „Cuvioasa Paraschiva” din Dridu-Snagov, datând din perioada 1774–1782, biserică monument istoric de arhitectură de interes național și situată la est de șoseaua județeană. Tot în comuna Dridu se află și un sit arheologic de interes național, care a dat numele unei culturi arheologice; situl se află în zona „La Metereze” de lângă satul Dridu și cuprinde o așezare din perioada Halstatt și două așezări medievale — una din secolele al IX-lea–al XI-lea și alta din secolele al XIII-lea–al XVIII-lea.
În afara acestora, în comună se mai află două alte obiective incluse în lista monumentelor istorice din județul Ialomița ca monumente de interes local. Unul este un alt sit arheologic cuprinzând urmele unei așezări din Epoca Bronzului, aflată în zona satului Dridu-Snagov. Celălalt este clasificat ca monument de arhitectură, și este reprezentat de casa Virgil Tănase din Dridu-Snagov, clădire ridicată în 1924.

## Personalități născute aici
- Valentina Fătu (n. 1971), actriță.